# Oxalis nubigena
Oxalis nubigena är en harsyreväxtart som beskrevs av Wilhelm Gerhard Walpers. Oxalis nubigena ingår i släktet oxalisar, och familjen harsyreväxter. Inga underarter finns listade i Catalogue of Life.